# Julián Hernández Pérez
Julián Hernández Pérez (Ciudad de México, México, 1972) es un director de cine mexicano. Adquirió notoriedad con su primer largometraje Mil nubes de paz cercan el cielo, amor, jamás acabarás de ser amor siendo considerada por el crítico Jorge Ayala Blanco una de las veinte mejores películas de la historia del cine mexicano. Ha recibidos en dos ocasiones el Teddy Award.